# 明亮薹草
明亮薹草（学名：Carex laeta）是莎草科薹草属的植物。分布在锡金、尼泊尔以及中国大陆的西藏东部、四川西部和西南部、云南西北部等地，生长于海拔2,000米至4,300米的地区，常生长在高山灌丛草甸、林边及河边草地，目前尚未由人工引种栽培。